# Fryxellska skolan
Fryxellska skolan (tidigare Westerås elementarläroverk för flickor) är en svensk fristående grundskola i Västerås invigd 1902. Skolan har en musikinriktning och en dansinriktning för årskurs 4–9.
Cirka 840 elever går på skolan.

## Historia
Cecilia Fryxell startade 1 oktober 1852 en flickskola på Karlslunds herrgård som 1858 flyttade in till Västerås samtidigt som den togs över av Fryxells elev Natalia Andersson. Höstterminen 1888 bildades Västerås högre Elementarläroverk för flickor genom sammanslagning av flickskolan och Westerås Elementarläroverk för flickor, grundad 1866 och vanligen benämnd Hvasserska skolan efter en av sina stiftare, läroverksadjunkt Adalrik Hvasser,
Skolan fick rätt att utfärda avgångsbetyg med normalskolekompetens 8 september 1908. Fram till 1921 var de förberedande klasserna öppna även för pojkar, från 1931 avvecklades så den åttonde klassen och 1939 kommunaliserades skolan och fick namnet kommunala flickskolan. 
1948 startade en realskolelinje som sedan avvecklades 1961.
1958 påbörjades en ombildning av flickskolan till Fryxellska skolan som hade musikutbildningen från början av 1960-talet och en kommunalt gymnasium från 1962. Flickskolan var helt avvecklad efter läsåret 1965/66. Realexamen gavs mellan 1951 och 1961 och Studentexamen från 1965 till 1968. 
Skolbyggnaden från 1902 ritades av arkitekt Erik Hahr och 1904 togs ett eget gymnastikhus i bruk.
Långt senare tillkom dansklasserna och på tidigt 2010-tal beslutades det att närområdesklasserna skulle avveckla.